# Indian Wells Masters
Indian Wells Masters – kobiecy turniej tenisowy z cyklu WTA Tour kategorii WTA 1000 i męski turniej ATP Tour Masters 1000 zaliczany do cyklu ATP Tour. W 1987 roku zawody przeniesiono do Indian Wells i rywalizowali najpierw mężczyźni. W 1989 roku zaczęły się również zmagania kobiet, natomiast w 1996 roku obie federacje, WTA i ATP, zaczęły organizować imprezę w tym samym czasie.
W 2000 roku oddano do użytkowania nowy kompleks tenisowy, Indian Wells Tennis Garden, na którym toczą się rozgrywki rokrocznie. Razem z turniejem w Miami, są to jedyne rozgrywki, w których drabinka jest przygotowana na 96 osób w grze pojedynczej. Z tego względu zawody nieoficjalnie nazywane są „piątym wielkim szlemem”.
Od sezonu 2024 rozgrywany jest turniej par mieszanych.

## Mecze finałowe

### Gra pojedyncza mężczyzn
| Indian Wells  |                                               |                                               |                                               |
| Rok           | Zwycięzca                                     | Finalista                                     | Wynik                                         |
| 2025          | Jack Draper                                   | Holger Rune                                   | 6:2, 6:2                                      |
| 2024          | Carlos Alcaraz                                | Daniił Miedwiediew                            | 7:6(5), 6:1                                   |
| 2023          | Carlos Alcaraz                                | Daniił Miedwiediew                            | 6:3, 6:2                                      |
| 2022          | Taylor Fritz                                  | Rafael Nadal                                  | 6:3, 7:6(5)                                   |
| 2021          | Cameron Norrie                                | Nikoloz Basilaszwili                          | 3:6, 6:4, 6:1                                 |
| 2020          | Turniej anulowano z powodu pandemii COVID-19  | Turniej anulowano z powodu pandemii COVID-19  | Turniej anulowano z powodu pandemii COVID-19  |
| 2019          | Dominic Thiem                                 | Roger Federer                                 | 3:6, 6:3, 7:5                                 |
| 2018          | Juan Martín del Potro                         | Roger Federer                                 | 6:4, 6:7(8), 7:6(2)                           |
| 2017          | Roger Federer                                 | Stan Wawrinka                                 | 6:4, 7:5                                      |
| 2016          | Novak Đoković                                 | Milos Raonic                                  | 6:2, 6:0                                      |
| 2015          | Novak Đoković                                 | Roger Federer                                 | 6:3, 6:7(5), 6:2                              |
| 2014          | Novak Đoković                                 | Roger Federer                                 | 3:6, 6:3, 7:6(3)                              |
| 2013          | Rafael Nadal                                  | Juan Martín del Potro                         | 4:6, 6:3, 6:4                                 |
| 2012          | Roger Federer                                 | John Isner                                    | 7:6(7), 6:3                                   |
| 2011          | Novak Đoković                                 | Rafael Nadal                                  | 4:6, 6:3, 6:2                                 |
| 2010          | Ivan Ljubičić                                 | Andy Roddick                                  | 7:6(3), 7:6(5)                                |
| 2009          | Rafael Nadal                                  | Andy Murray                                   | 6:1, 6:2                                      |
| 2008          | Novak Đoković                                 | Mardy Fish                                    | 6:2, 5:7, 6:3                                 |
| 2007          | Rafael Nadal                                  | Novak Đoković                                 | 6:2, 7:5                                      |
| 2006          | Roger Federer                                 | James Blake                                   | 7:5, 6:3, 6:0                                 |
| 2005          | Roger Federer                                 | Lleyton Hewitt                                | 6:2, 6:4, 6:4                                 |
| 2004          | Roger Federer                                 | Tim Henman                                    | 6:3, 6:3                                      |
| 2003          | Lleyton Hewitt                                | Gustavo Kuerten                               | 6:1, 6:1                                      |
| 2002          | Lleyton Hewitt                                | Tim Henman                                    | 6:1, 6:2                                      |
| 2001          | Andre Agassi                                  | Pete Sampras                                  | 7:6(5), 7:5, 6:1                              |
| 2000          | Àlex Corretja                                 | Thomas Enqvist                                | 6:4, 6:4, 6:3                                 |
| 1999          | Mark Philippoussis                            | Carlos Moyá                                   | 5:7, 6:4, 6:4, 4:6, 6:2                       |
| 1998          | Marcelo Ríos                                  | Greg Rusedski                                 | 6:3, 6:7(15), 7:6(4), 6:4                     |
| 1997          | Michael Chang                                 | Bohdan Ulihrach                               | 4:6, 6:3, 6:4, 6:3                            |
| 1996          | Michael Chang                                 | Paul Haarhuis                                 | 7:5, 6:1, 6:1                                 |
| 1995          | Pete Sampras                                  | Andre Agassi                                  | 7:5, 6:3, 7:5                                 |
| 1994          | Pete Sampras                                  | Petr Korda                                    | 4:6, 6:3, 3:6, 6:3, 6:2                       |
| 1993          | Jim Courier                                   | Wayne Ferreira                                | 6:3, 6:3, 6:1                                 |
| 1992          | Michael Chang                                 | Andriej Czesnokow                             | 6:3, 6:4, 7:5                                 |
| 1991          | Jim Courier                                   | Guy Forget                                    | 4:6, 6:3, 4:6, 6:3, 7:6(4)                    |
| 1990          | Stefan Edberg                                 | Andre Agassi                                  | 6:4, 5:7, 7:6, 7:6                            |
| 1989          | Miloslav Mečíř                                | Yannick Noah                                  | 3:6, 2:6, 6:1, 6:2, 6:3                       |
| 1988          | Boris Becker                                  | Emilio Sánchez                                | 7:5, 6:4, 2:6, 6:4                            |
| 1987          | Boris Becker                                  | Stefan Edberg                                 | 6:4, 6:4, 7:5                                 |
| La Quinta     |                                               |                                               |                                               |
| Rok           | Zwycięzca                                     | Finalista                                     | Wynik                                         |
| 1986          | Joakim Nyström                                | Yannick Noah                                  | 6:1, 6:3, 6:2                                 |
| 1985          | Larry Stefanki                                | David Pate                                    | 6:1, 6:4, 3:6, 6:3                            |
| 1984          | Jimmy Connors                                 | Yannick Noah                                  | 6:2, 6:7(7), 6:3                              |
| 1983          | José Higueras                                 | Eliot Teltscher                               | 6:4, 6:2                                      |
| 1982          | Yannick Noah                                  | Ivan Lendl                                    | 6:4, 2:6, 7:5                                 |
| 1981          | Jimmy Connors                                 | Ivan Lendl                                    | 6:3, 7:6                                      |
| Rancho Mirage |                                               |                                               |                                               |
| Rok           | Zwycięzca                                     | Finalista                                     | Wynik                                         |
| 1980          | Turniej nie został ukończony z powodu deszczu | Turniej nie został ukończony z powodu deszczu | Turniej nie został ukończony z powodu deszczu |
| 1979          | Roscoe Tanner                                 | Brian Gottfried                               | 6:4, 6:2                                      |
| Palm Springs  |                                               |                                               |                                               |
| Rok           | Zwycięzca                                     | Finalista                                     | Wynik                                         |
| 1978          | Roscoe Tanner                                 | Raúl Ramírez                                  | 6:1, 7:6                                      |
| 1977          | Brian Gottfried                               | Guillermo Vilas                               | 2:6, 6:1, 6:3                                 |
| 1976          | Jimmy Connors                                 | Roscoe Tanner                                 | 6:4, 6:4                                      |
| Tucson        |                                               |                                               |                                               |
| Rok           | Zwycięzca                                     | Finalista                                     | Wynik                                         |
| 1975          | John Alexander                                | Ilie Năstase                                  | 7:5, 6:2                                      |
| 1974          | John Newcombe                                 | Arthur Ashe                                   | 6:3, 7:6                                      |

### Gra podwójna mężczyzn
| Rok  | Zwycięzcy                                    | Finaliści                                    | Wynik                                        |
| 2025 | Marcelo Arévalo Mate Pavić                   | Sebastian Korda Jordan Thompson              | 6:3, 6:4                                     |
| 2024 | Wesley Koolhof Nikola Mektić                 | Marcel Granollers Horacio Zeballos           | 7:6(2), 7:6(4)                               |
| 2023 | Rohan Bopanna Matthew Ebden                  | Wesley Koolhof Neal Skupski                  | 6:3, 2:6, 10–8                               |
| 2022 | John Isner Jack Sock                         | Santiago González Édouard Roger-Vasselin     | 7:6(4), 6:3                                  |
| 2021 | John Peers Filip Polášek                     | Asłan Karacew Andriej Rublow                 | 6:3, 7:6(5)                                  |
| 2020 | Turniej anulowano z powodu pandemii COVID-19 | Turniej anulowano z powodu pandemii COVID-19 | Turniej anulowano z powodu pandemii COVID-19 |
| 2019 | Nikola Mektić Horacio Zeballos               | Łukasz Kubot Marcelo Melo                    | 4:6, 6:4, 10-3                               |
| 2018 | John Isner Jack Sock                         | Bob Bryan Mike Bryan                         | 7:6(4), 7:6(2)                               |
| 2017 | Raven Klaasen Rajeev Ram                     | Łukasz Kubot Marcelo Melo                    | 6:7(1), 6:4, 10–8                            |
| 2016 | Pierre-Hugues Herbert Nicolas Mahut          | Vasek Pospisil Jack Sock                     | 6:3, 7:6(5)                                  |
| 2015 | Vasek Pospisil Jack Sock                     | Simone Bolelli Fabio Fognini                 | 6:4, 6:7(3), 10–7                            |
| 2014 | Bob Bryan Mike Bryan                         | Alexander Peya Bruno Soares                  | 6:4, 6:3                                     |
| 2013 | Bob Bryan Mike Bryan                         | Treat Huey Jerzy Janowicz                    | 6:3, 3:6, 10–6                               |
| 2012 | Marc López Rafael Nadal                      | John Isner Sam Querrey                       | 6:2, 7:6(3)                                  |
| 2011 | Ołeksandr Dołhopołow Xavier Malisse          | Roger Federer Stan Wawrinka                  | 6:4, 6:7(5), 10–7                            |
| 2010 | Marc López Rafael Nadal                      | Daniel Nestor Nenad Zimonjić                 | 7:6(8), 6:3                                  |
| 2009 | Mardy Fish Andy Roddick                      | Maks Mirny Andy Ram                          | 3:6, 6:1, 14–12                              |
| 2008 | Jonatan Erlich Andy Ram                      | Daniel Nestor Nenad Zimonjić                 | 6:4, 6:4                                     |
| 2007 | Martin Damm Leander Paes                     | Jonatan Erlich Andy Ram                      | 6:4, 6:4                                     |
| 2006 | Mark Knowles Daniel Nestor                   | Bob Bryan Mike Bryan                         | 6:4, 6:4                                     |
| 2005 | Mark Knowles Daniel Nestor                   | Wayne Arthurs Paul Hanley                    | 7:6(6), 7:6(2)                               |
| 2004 | Arnaud Clément Sébastien Grosjean            | Wayne Black Kevin Ullyett                    | 6:3, 4:6, 7:5                                |
| 2003 | Wayne Ferreira Jewgienij Kafielnikow         | Bob Bryan Mike Bryan                         | 3:6, 7:5, 6:4                                |
| 2002 | Mark Knowles Daniel Nestor                   | Roger Federer Maks Mirny                     | 6:4, 6:4                                     |
| 2001 | Wayne Ferreira Jewgienij Kafielnikow         | Jonas Björkman Todd Woodbridge               | 6:2, 7:5                                     |
| 2000 | Alex O’Brien Jared Palmer                    | Sandon Stolle Paul Haarhuis                  | 6:4, 7:6(5)                                  |
| 1999 | Wayne Black Sandon Stolle                    | Boris Becker Jan-Michael Gambill             | 6:1, 6:1                                     |
| 1998 | Jonas Björkman Patrick Rafter                | Todd Martin Richey Reneberg                  | 6:4, 7:6                                     |
| 1997 | Mark Knowles Daniel Nestor                   | Mark Philippoussis Patrick Rafter            | 7:6, 4:6, 7:5                                |
| 1996 | Todd Woodbridge Mark Woodforde               | Brian MacPhie Michael Tebbutt                | 1:6, 6:2, 6:2                                |
| 1995 | Tommy Ho Brett Steven                        | Gary Muller Piet Norval                      | 6:4, 7:6                                     |
| 1994 | Grant Connell Patrick Galbraith              | Byron Black Jonathan Stark                   | 7:5, 6:3                                     |
| 1993 | Guy Forget Henri Leconte                     | Luke Jensen Scott Melville                   | 6:4, 7:5                                     |
| 1992 | Steve DeVries David Macpherson               | Kent Kinnear Sven Salumaa                    | 4:6, 6:3, 6:3                                |
| 1991 | Jim Courier Javier Sánchez                   | Guy Forget Henri Leconte                     | 7:6, 3:6, 6:3                                |
| 1990 | Boris Becker Guy Forget                      | Jim Grabb Patrick McEnroe                    | 4:6, 6:4, 6:3                                |
| 1989 | Boris Becker Jakob Hlasek                    | Kevin Curren David Pate                      | 7:6, 7:5                                     |
| 1988 | Boris Becker Guy Forget                      | Jorge Lozano Todd Witsken                    | 6:4, 6:4                                     |
| 1987 | Guy Forget Yannick Noah                      | Boris Becker Eric Jelen                      | 6:4, 7:6                                     |

### Gra pojedyncza kobiet
| Rok  | Zwyciężczyni                                 | Finalistka                                   | Wynik                                        |
| 2025 | Mirra Andriejewa                             | Aryna Sabalenka                              | 2:6, 6:4, 6:3                                |
| 2024 | Iga Świątek                                  | Maria Sakari                                 | 6:4, 6:0                                     |
| 2023 | Jelena Rybakina                              | Aryna Sabalenka                              | 7:6(11), 6:4                                 |
| 2022 | Iga Świątek                                  | Maria Sakari                                 | 6:4, 6:1                                     |
| 2021 | Paula Badosa                                 | Wiktoryja Azaranka                           | 7:6(5), 2:6, 7:6(2)                          |
| 2020 | Turniej anulowano z powodu pandemii COVID-19 | Turniej anulowano z powodu pandemii COVID-19 | Turniej anulowano z powodu pandemii COVID-19 |
| 2019 | Bianca Andreescu                             | Angelique Kerber                             | 6:4, 3:6, 6:4                                |
| 2018 | Naomi Ōsaka                                  | Darja Kasatkina                              | 6:3, 6:2                                     |
| 2017 | Jelena Wiesnina                              | Swietłana Kuzniecowa                         | 6:7(6), 7:5, 6:4                             |
| 2016 | Wiktoryja Azaranka                           | Serena Williams                              | 6:4, 6:4                                     |
| 2015 | Simona Halep                                 | Jelena Janković                              | 2:6, 7:5, 6:4                                |
| 2014 | Flavia Pennetta                              | Agnieszka Radwańska                          | 6:2, 6:1                                     |
| 2013 | Marija Szarapowa                             | Caroline Wozniacki                           | 6:2, 6:2                                     |
| 2012 | Wiktoryja Azaranka                           | Marija Szarapowa                             | 6:2, 6:3                                     |
| 2011 | Caroline Wozniacki                           | Marion Bartoli                               | 6:1, 2:6, 6:3                                |
| 2010 | Jelena Janković                              | Caroline Wozniacki                           | 6:2, 6:4                                     |
| 2009 | Wiera Zwonariowa                             | Ana Ivanović                                 | 7:6(5), 6:2                                  |
| 2008 | Ana Ivanović                                 | Swietłana Kuzniecowa                         | 6:4, 6:3                                     |
| 2007 | Daniela Hantuchová                           | Swietłana Kuzniecowa                         | 6:3, 6:4                                     |
| 2006 | Marija Szarapowa                             | Jelena Diemientjewa                          | 6:1, 6:2                                     |
| 2005 | Kim Clijsters                                | Lindsay Davenport                            | 6:4, 4:6, 6:2                                |
| 2004 | Justine Henin                                | Lindsay Davenport                            | 6:1, 6:4                                     |
| 2003 | Kim Clijsters                                | Lindsay Davenport                            | 6:4, 7:5                                     |
| 2002 | Daniela Hantuchová                           | Martina Hingis                               | 6:3, 6:4                                     |
| 2001 | Serena Williams                              | Kim Clijsters                                | 4:6, 6:4, 6:2                                |
| 2000 | Lindsay Davenport                            | Martina Hingis                               | 4:6, 6:4, 6:0                                |
| 1999 | Serena Williams                              | Steffi Graf                                  | 6:3, 3:6, 7:5                                |
| 1998 | Martina Hingis                               | Lindsay Davenport                            | 6:3, 6:4                                     |
| 1997 | Lindsay Davenport                            | Irina Spîrlea                                | 6:2, 6:1                                     |
| 1996 | Steffi Graf                                  | Conchita Martínez                            | 7:6(5), 7:6(5)                               |
| 1995 | Mary Joe Fernández                           | Natalla Zwierawa                             | 6:4, 6:3                                     |
| 1994 | Steffi Graf                                  | Amanda Coetzer                               | 6:0, 6:4                                     |
| 1993 | Mary Joe Fernández                           | Amanda Coetzer                               | 3:6, 6:1, 7:6(6)                             |
| 1992 | Monica Seles                                 | Conchita Martínez                            | 6:3, 6:1                                     |
| 1991 | Martina Navrátilová                          | Monica Seles                                 | 6:2, 7:6(6)                                  |
| 1990 | Martina Navrátilová                          | Helena Suková                                | 6:2, 5:7, 6:1                                |
| 1989 | Manuela Maleewa                              | Jenny Byrne                                  | 6:4, 6:1                                     |

### Gra podwójna kobiet
| Rok  | Zwyciężczynie                                                      | Finalistki                                                         | Wynik                                                              |
| 2025 | Asia Muhammad Demi Schuurs                                         | Tereza Mihalíková Olivia Nicholls                                  | 6:2, 7:6(4)                                                        |
| 2024 | Hsieh Su-wei Elise Mertens                                         | Storm Hunter Kateřina Siniaková                                    | 6:3, 6:4                                                           |
| 2023 | Barbora Krejčíková Kateřina Siniaková                              | Beatriz Haddad Maia Laura Siegemund                                | 6:1, 6:7(3), 10–7                                                  |
| 2022 | Xu Yifan Yang Zhaoxuan                                             | Asia Muhammad Ena Shibahara                                        | 7:5, 7:6(4)                                                        |
| 2021 | Hsieh Su-wei Elise Mertens                                         | Wieronika Kudiermietowa Jelena Rybakina                            | 7:6(1), 6:3                                                        |
| 2020 | Turniej anulowano z powodu pandemii COVID-19                       | Turniej anulowano z powodu pandemii COVID-19                       | Turniej anulowano z powodu pandemii COVID-19                       |
| 2019 | Elise Mertens Aryna Sabalenka                                      | Barbora Krejčíková Kateřina Siniaková                              | 6:3, 6:2                                                           |
| 2018 | Hsieh Su-wei Barbora Strýcová                                      | Jekatierina Makarowa Jelena Wiesnina                               | 6:4, 6:4                                                           |
| 2017 | Chan Yung-jan Martina Hingis                                       | Lucie Hradecká Kateřina Siniaková                                  | 7:6(4), 6:2                                                        |
| 2016 | Bethanie Mattek-Sands Coco Vandeweghe                              | Julia Görges Karolína Plíšková                                     | 4:6, 6:4, 10–6                                                     |
| 2015 | Martina Hingis Sania Mirza                                         | Jekatierina Makarowa Jelena Wiesnina                               | 6:3, 6:4                                                           |
| 2014 | Hsieh Su-wei Peng Shuai                                            | Cara Black Sania Mirza                                             | 7:6(5), 6:2                                                        |
| 2013 | Jekatierina Makarowa Jelena Wiesnina                               | Nadieżda Pietrowa Katarina Srebotnik                               | 6:0, 5:7, 10–6                                                     |
| 2012 | Liezel Huber Lisa Raymond                                          | Sania Mirza Jelena Wiesnina                                        | 6:2, 6:3                                                           |
| 2011 | Sania Mirza Jelena Wiesnina                                        | Bethanie Mattek-Sands Meghann Shaughnessy                          | 6:0, 7:5                                                           |
| 2010 | Květa Peschke Katarina Srebotnik                                   | Nadieżda Pietrowa Samantha Stosur                                  | 6:4, 2:6, 10–5                                                     |
| 2009 | Wiktoryja Azaranka Wiera Zwonariowa                                | Gisela Dulko Szachar Pe’er                                         | 6:4, 3:6, 10–5                                                     |
| 2008 | Dinara Safina Jelena Wiesnina                                      | Yan Zi Zheng Jie                                                   | 6:1, 1:6, 10–8                                                     |
| 2007 | Lisa Raymond Samantha Stosur                                       | Chan Yung-jan Chuang Chia-jung                                     | 6:3, 7:5                                                           |
| 2006 | Lisa Raymond Samantha Stosur                                       | Virginia Ruano Pascual Meghann Shaughnessy                         | 6:2, 7:5                                                           |
| 2005 | Virginia Ruano Pascual Paola Suárez                                | Nadieżda Pietrowa Meghann Shaughnessy                              | 7:6(3), 6:1                                                        |
| 2004 | Virginia Ruano Pascual Paola Suárez                                | Swietłana Kuzniecowa Jelena Lichowcewa                             | 6:1, 6:2                                                           |
| 2003 | Lindsay Davenport Lisa Raymond                                     | Kim Clijsters Ai Sugiyama                                          | 3:6, 6:4, 6:1                                                      |
| 2002 | Lisa Raymond Rennae Stubbs                                         | Jelena Diemientjewa Janette Husárová                               | 7;5, 6:0                                                           |
| 2001 | Nicole Arendt Ai Sugiyama                                          | Virginia Ruano Pascual Paola Suárez                                | 6:4, 6:4                                                           |
| 2000 | Lindsay Davenport Corina Morariu                                   | Anna Kurnikowa Natalla Zwierawa                                    | 6:2, 6:3                                                           |
| 1999 | Martina Hingis Anna Kurnikowa                                      | Mary Joe Fernández Jana Novotná                                    | 6:2, 6:2                                                           |
| 1998 | Lindsay Davenport Natalla Zwierawa                                 | Alexandra Fusai Nathalie Tauziat                                   | 6:4, 2:6, 6:4                                                      |
| 1997 | Lindsay Davenport Natalla Zwierawa                                 | Lisa Raymond Nathalie Tauziat                                      | 7:5, 6:2                                                           |
| 1996 | Chanda Rubin Brenda Schultz                                        | Julie Halard-Decugis Nathalie Tauziat                              | 6:1, 6:4                                                           |
| 1995 | Lindsay Davenport Lisa Raymond                                     | Łarysa Neiland Arantxa Sánchez Vicario                             | 2:6, 6:4, 6:3                                                      |
| 1994 | Lindsay Davenport Lisa Raymond                                     | Manon Bollegraf Helena Suková                                      | 6:2, 6:4                                                           |
| 1993 | Rennae Stubbs Helena Suková                                        | Ann Grossman Patricia Hy-Boulais                                   | 6:3, 6:4                                                           |
| 1992 | Claudia Kohde-Kilsch Stephanie Rehe                                | Jill Hetherington Kathy Rinaldi Stunkel                            | 6:3, 6:3                                                           |
| 1991 | Turniej gry podwójnej kobiet nie został ukończony z powodu deszczu | Turniej gry podwójnej kobiet nie został ukończony z powodu deszczu | Turniej gry podwójnej kobiet nie został ukończony z powodu deszczu |
| 1990 | Jana Novotná Helena Suková                                         | Gigi Fernández Martina Navrátilová                                 | 6:2, 7:6(6)                                                        |
| 1989 | Hana Mandlíková Pam Shriver                                        | Rosalyn Fairbank Gretchen Magers                                   | 6:3, 6:7(4), 6:3                                                   |

### Gra mieszana
| Rok  | Zwycięzcy                    | Finaliści                              | Wynik             |
| 2025 | Sara Errani Andrea Vavassori | Bethanie Mattek-Sands Mate Pavić       | 6:7(3), 6:3, 10–8 |
| 2024 | Storm Hunter Matthew Ebden   | Caroline Garcia Édouard Roger-Vasselin | 6:3, 6:3          |